# میدان گازی نار
میدان گازی نار از میدان‌های گازی ایران است، که در مجاورت میدان کنگان در نزدیکی شهر جم، در استان بوشهر قرار دارد.
میدان گازی نار در سال ۱۳۵۳ کشف شد و هم‌اکنون از شمار ۲۹ حلقه چاه گازی این میدان، به‌طور متوسط روزانه ۲۹ میلیون متر مکعب، گاز طبیعی و ۴ هزار بشکه میعانات گازی تولید می‌شود، که گاز آن به پالایشگاه گاز فجر جم و مایعات آن نیز به پتروشیمی فجر ارسال می‌شود. میدان گازی نار، متعلق به شرکت ملی نفت ایران و از میدان‌های تحت مدیریت شرکت نفت مناطق مرکزی ایران می‌باشد، که در حوزه عملیاتی شرکت بهره‌برداری نفت و گاز زاگرس جنوبی قرار دارد.